# Ladaniva
Ladaniva (Ладанива, названа према теренцу Лада Нива) је француско-јерменска етно музичка група пореклом из Лила. Дуо, основан 2019. године, чине јерменска певачица Јаклин Багдасарјан и француски мултиинструменталиста Луис Томас. Њихов музички стил инспирисан је музиком из целог света, посебно традиционалном балканском музиком, малојом и јерменским фолклором. Представљаће Јерменију на Песми Евровизије 2024. са песмом „Јако”.

## Историја групе
Ладанива је настала 2019. године у Лилу као резултат сарадње певачице Јаклин Багдасарјан и мултиинструменталисте Луиса Томаса. Багдасарјан, рођена 1997. године у Јехегнаџору, Јерменија, одрасла је у Минску, Белорусија, пре него што је емигрирала у Француску са својом мајком 2014. Певањем се бави од раног детињства и, живећи у Туркоану, уписала се на Конзерваторијум у Лилу. Томас, рођен 1987. у Лилу, врхунски џез музичар из породице музичара, такође је похађао конзерваторијум. Једне вечери 2018. случајно су се срели током џем сешн-а у музичком бару у Vieux-Lille, l'Intervalle.
У марту и априлу 2020, док су многе земље погођене пандемијом ковида 19 биле у изолацији, Ладанива је објавила два видео снимка, „Vay Aman” и „Zepyuri Nman”, која су постигла велики успех, посебно код јерменске заједнице. Затим долази њихов спот „Kef Chilini” који је за неколико месеци достигао 18 милиона прегледа. Године 2023. Ладанива је објавила свој први албум, истоименог назива, који продуцира и дистрибуира PIAS.
Дана 9. марта 2024, Ладанива је званично проглашена за преставника Јерменије за Песму Евровизије 2024, а 13. марта, песма „Јако” као њихова пријава за такмичење.

## Музички стил
Репертоар Ладаниве инспирисан је с једне стране традиционалним песмама из Јерменије, Русије и Балкана, а са друге стране музиком из Латинске Америке, Африке и острва Реинион.